# Barbara Alyn Woods
Barbara Alyn Woods (Chicago, 11 marzo 1962) è un'attrice statunitense, meglio conosciuta per il ruolo di Deb Scott nella serie televisiva One Tree Hill.
Barbara è sposata con John Lind che ha incontrato sul set di Tesoro, mi si sono ristretti i ragazzi. Barbara e John si sono sposati nel 1999 ed ora hanno tre figlie, Natalie, Alyvia ed Emily, tutte e tre attrici.

## Carriera
Barbara è conosciuta principalmente per il ruolo di Deb Scott nella serie televisiva One Tree Hill (2003). Nella prima stagione appariva saltuariamente mentre dalla seconda è entrata a far parte del cast regolarmente. Inoltre ha preso parte a Tesoro, mi si sono ristretti i ragazzi - La serie nel ruolo di Diane Szalnski e al film Striptease.
Barbara è inoltre apparsa in un episodio di Star Trek:The Next Generation, La Famiglia Brock, Ally McBeal, Wings e American Dreams; ha preso parte a circa 20 differenti serie televisive.

## Filmografia

### Cinema
- L'androide (Circuitry Man), regia di Steven Lovy (1990)
- Riposseduta (Repossessed), regia di Bob Logan (1990)
- The Terror Within II, regia di Andrew Stevens (1991)
- Autostop per l'inferno (Delusion), regia di Carl Colpaert (1991)
- Vita di cristallo (The Waterdance), regia di Neal Jimenez e Michael Steinberg (1992)
- A spasso con la morte (Dance with Death), regia di Charles Philip Moore (1992)
- Colpo grosso a Little Italy (We're Talkin' Serious Money), regia di James Lemmo (1992)
- Omicidi di provincia (Flesh and Bone), regia di Steve Kloves (1993)
- Frankie delle stelle (Frankie Starlight), regia di Michael Lindsay-Hogg (1995)
- Striptease, regia di Andrew Bergman (1996)
- Just Friends, regia di Maria Burton (1996)
- The Confidence Man, regia di Tripp Reed (2001)
- Port City, regia di Andy Brown (2009)
- Taste It: A Comedy About the Recession, regia di Zachary Weil (2012)
- Remember Me, regia di Sheila Hart (2017) - cortometraggio

### Televisione
- Sable – serie TV, episodio 1x07 (1988)
- Star Trek: The Next Generation – serie TV, episodio 2x06 (1989)
- Sposati con figli (Married with Children) – serie TV, episodio 3x08 (1989)
- Hooperman – serie TV, episodio 2x19 (1989)
- Open House – serie TV, episodio 1x07 (1989)
- Mr. Belvedere – serie TV, episodio 6x20 (1990)
- E giustizia per tutti (Equal Justice) – serie TV, episodio 1x05 (1990)
- Cuori senza età (The Golden Girls) – serie TV, episodio 7x03 (1991)
- Il cane di papà (Empty Nest) – serie TV, episodio 4x12 (1991)
- Inside Out, regia di Jeffrey Reiner, Lizzie Borden, Adam Friedman, Linda Hassani, Alexander Payne, Tony Randel e Richard Shepard (1991) (segmento Brush Strokes) - film TV
- Vinnie & Bobby – serie TV, episodio 1x02 (1992)
- Bill & Ted's Excellent Adventures – serie TV, episodio 1x06 (1992)
- Ma che ti passa per la testa? (Herman's Head) – serie TV, episodio 2x01 (1992)
- Una vita di segreti e bugie (A House of Secrets and Lies), regia di Paul Schneider (1992) - film TV
- Eden – serie TV, 6 episodi (1993)
- Sweating Bullets – serie TV, episodio 3x20 (1993)
- Wings – serie TV, episodio 5x10 (1993)
- Hawaii - Missione speciale (One West Waikiki) – serie TV, episodio 1x03 (1994)
- La famiglia Brock (Picket Fences) – serie TV, episodi 2x14-3x08 (1994)
- Ghoulies IV - Passioni infernali (Ghoulies IV), regia di Jim Wynorski (1994) - film TV
- Dead Weekend, regia di Amos Poe (1995) - film TV
- Seinfeld – serie TV, episodio 6x13 (1995)
- Dream On – serie TV, episodi 3x21-6x05 (1992-1995)
- La signora in giallo (Murder, She Wrote) – serie TV, episodio 12x16 (1996)
- Il tocco di un angelo (Touched by an Angel) – serie TV, episodio 2x23 (1996)
- Ally McBeal – serie TV, episodio 2x22 (1999)
- Tesoro, mi si sono ristretti i ragazzi: La serie (Honey, I Shrunk the Kids: The TV Show) – serie TV, 66 episodi (1997-2000)
- Providence – serie TV, episodio 5x05 (2002)
- American Dreams – serie TV, episodi 1x12-2x02 (2003)
- I Downloaded a Ghost, regia di Kelly Sandefur (2004) - film TV
- The Wild Card, regia di Tom Whitus (2004) - film TV
- Desperate Housewives - I segreti di Wisteria Lane (Desperate Housewives) – serie TV, episodio 6x05 (2009)
- The Gates – serie TV, episodi 1x04-1x05-1x06 (2010)
- One Tree Hill – serie TV, 106 episodi (2003-2012)
- The Goldbergs – serie TV, episodi 1x12-1x14 (2014)
- Amiche nemiche, regia di Doug Campbell (2014) - film TV
- Chucky - serie TV (2021-2022)

## Doppiatrici italiane
Nelle versioni in italiano delle opere in cui ha recitato, Barbara Alyn Woods è stata doppiata da:
- Cristina Boraschi in Star Trek: The Next Generation, Tesoro, mi si sono ristretti i ragazzi - La serie
- Giò Giò Rapattoni ne La signora in giallo
- Tiziana Avarista in Desperate Housewives
- Antonella Rinaldi in One Tree Hill
- Francesco Guadagno in The Goldbergs
- Sabrina Duranti in Chucky